# Joel Osikel
Joel Osikel, né le 17 juin 1998, est un footballeur nigérian qui évolue au poste de milieu de terrain avec le NK Dekani (en).

## Biographie
Avec l'équipe du Nigeria des moins de 17 ans, il participe à la Coupe du monde des moins de 17 ans en 2015. Lors de cette compétition organisé au Chili, il ne joue que deux rencontres. Le Nigeria remporte le tournoi en battant le Mali en finale, avec Osikel sur le banc des remplaçants.

## Palmarès
Équipe du Nigeria des moins de 17 ans
- Vainqueur de la Coupe du monde des moins de 17 ans en 2015.